# مهرجان طيران الإمارات للآداب

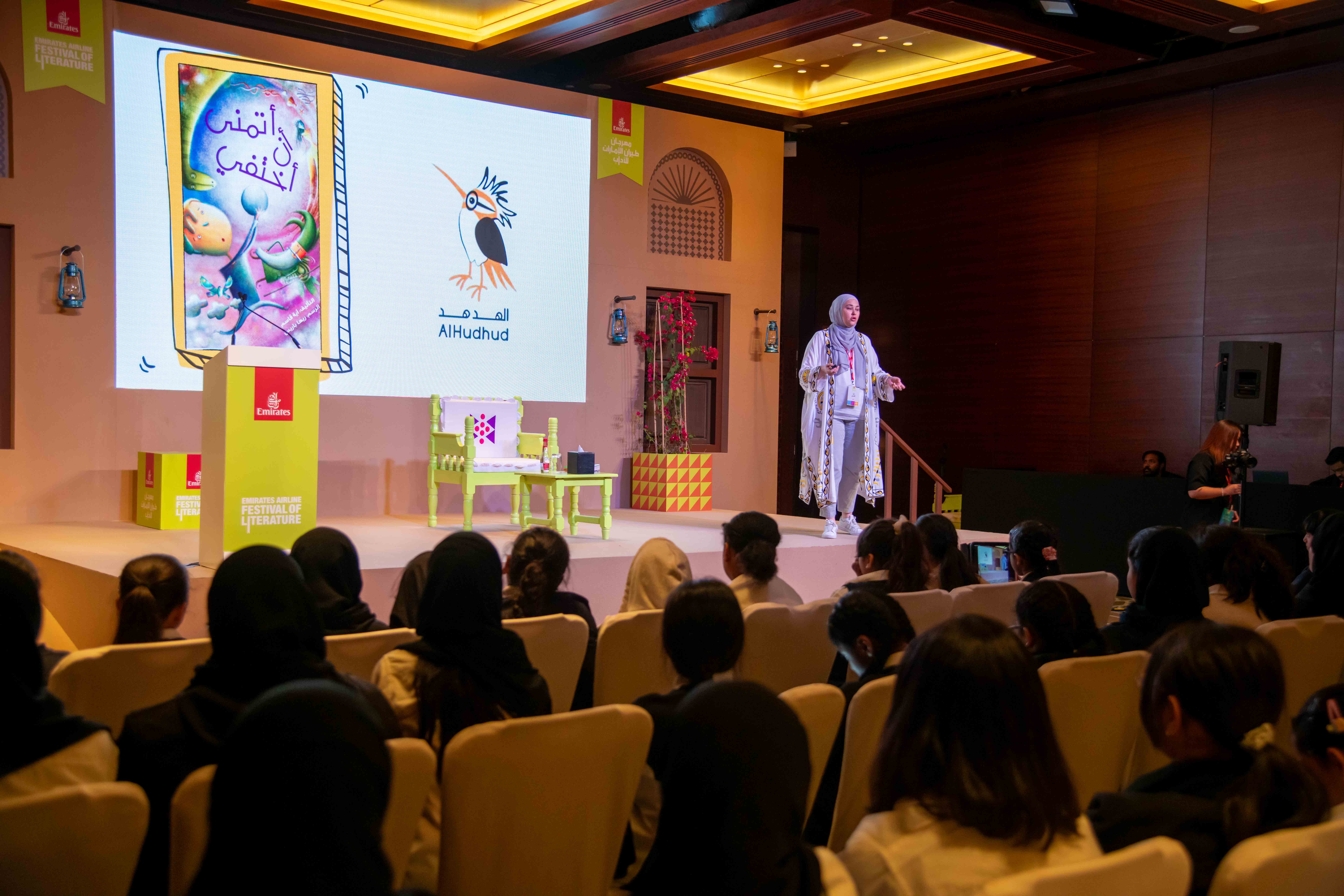

مهرجان طيران الإمارات للآداب، هو تظاهرة ثقافية أدبية تحتفي بالكلمة بكلا اللغتين العربية والإنجليزية، تحدث في فبراير لكل عام، وتنظمه مؤسسة الإمارات للآداب بالشراكة مع الراعيين المؤسسين، طيران الإمارات وهيئة دبي للثقافة والفنون (دبي للثقافة)، انطلق المهرجان بدورته الأولى في عام 2009 في دبي، في دولة الإمارات العربية المتحدة. وقد فاز المهرجان بالعديد من الجوائز، وتم اختياره أفضل مهرجان في الشرق الأوسط لثلاث مرات.

## تاريخ المهرجان
بدأ المهرجان في عام 2009، حيث نظمته آنذاك مكتبة المجرودي برعاية هيئة دبي للثقافة. بدأ دورته الأولى باستضافة خمس ستون كاتبًا وأدبيًا عربيًا وعالميًا، بما في ذلك، السير رانولف فينيس، نجوم الغانم، فيليبا غريغوري، فيكتوريا هيسلوب، وفرانك ماكورت، في ظهوره الأخير قبل وفاته. وفي عام 2013 تأسست مؤسسة الإمارات للآداب، بموجب مرسوم ملكي صادر عن الشيخ محمد بن راشد آل مكتوم، حيث تدعم وترعى الأدب في دولة الإمارات العربية المتحدة والمنطقة من خلال برامج من المبادرات الثقافية المتنوعة. وأصبحت تحتضن مهرجان طيران الإمارات للآداب، وفي نفس العام احتفى المهرجان، بالذكرى السنوية الخامسة لتأسيسه، وتم افتتاحه بحفل بعنوان «مفاجآت الحكايا»، بتنظيم وإدارة أعضاء شركة مسرح شكسبير الملكية. وفي دورته الثالثة عشر في عام 2021، وعلى الرغم من التحديات الصحية التي واجهها العالم انطلق المهرجان وشارك فيه العديد من المفكرين والأدباء مثل، أمين معلوف، أليف شافاك، ملالا يوسفزاي، الحائزة على جائزة نوبل. مازال المهرجان ينمو عامًا بعد عام حتى وصل إلى دورته الرابعة عشرة التي ستقام في فبراير الجاري، في المقر الجديد لعام 2022 في فنادق الحبتور سيتي.

## رعاة المهرجان
تعتبر شركة طيران الإمارات الراعي الرسمي للمهرجان بالشراكة مع هيئة دبي للثقافة والفنون (دبي للثقافة)التي ترأسها الشيخة لطيفة بنت محمد بن راشد آل مكتوم، كما يدعم المهرجان العديد من الرعاة منهم المجلس التنفيذي لإمارة دبي، وشريك الاستدامة هيئة كهرباء ومياه دبي، وراعي مسابقة الشعر للجميع بنك الإمارات دبي الوطني، وراعي المرطبات والأطعمة مركز دبي التجاري العالمي، وراعي مسابقة القصة القصيرة دار نشر جامعة أكسفورد، وراعي كأس القراء شركة شيفرون، وراعي مسابقة كتابة الرسائل الخطية مدرسة رويال جرامر جيلدفورد دبي، إضافة لدائرة السياحة والتسويق التجاري في دبي ومكتبة المجرودي، والشركاء العالميون مثل مؤسسة دبي للإعلام، وغولف نيوز وصحيفة البيان والإمارات اليوم، والشركاء الحكوميون مثل هيئة الطرق والمواصلات، وهيئة المعرفة والتنمية البشرية، والمجلس الوطني للإعلام، وشرطة دبي، والهيئة الاتحادية للهوية والجنسية، ووزراة الثقافة والشباب، وهيئة الصحة بدبي.

## البرامج والفعاليات

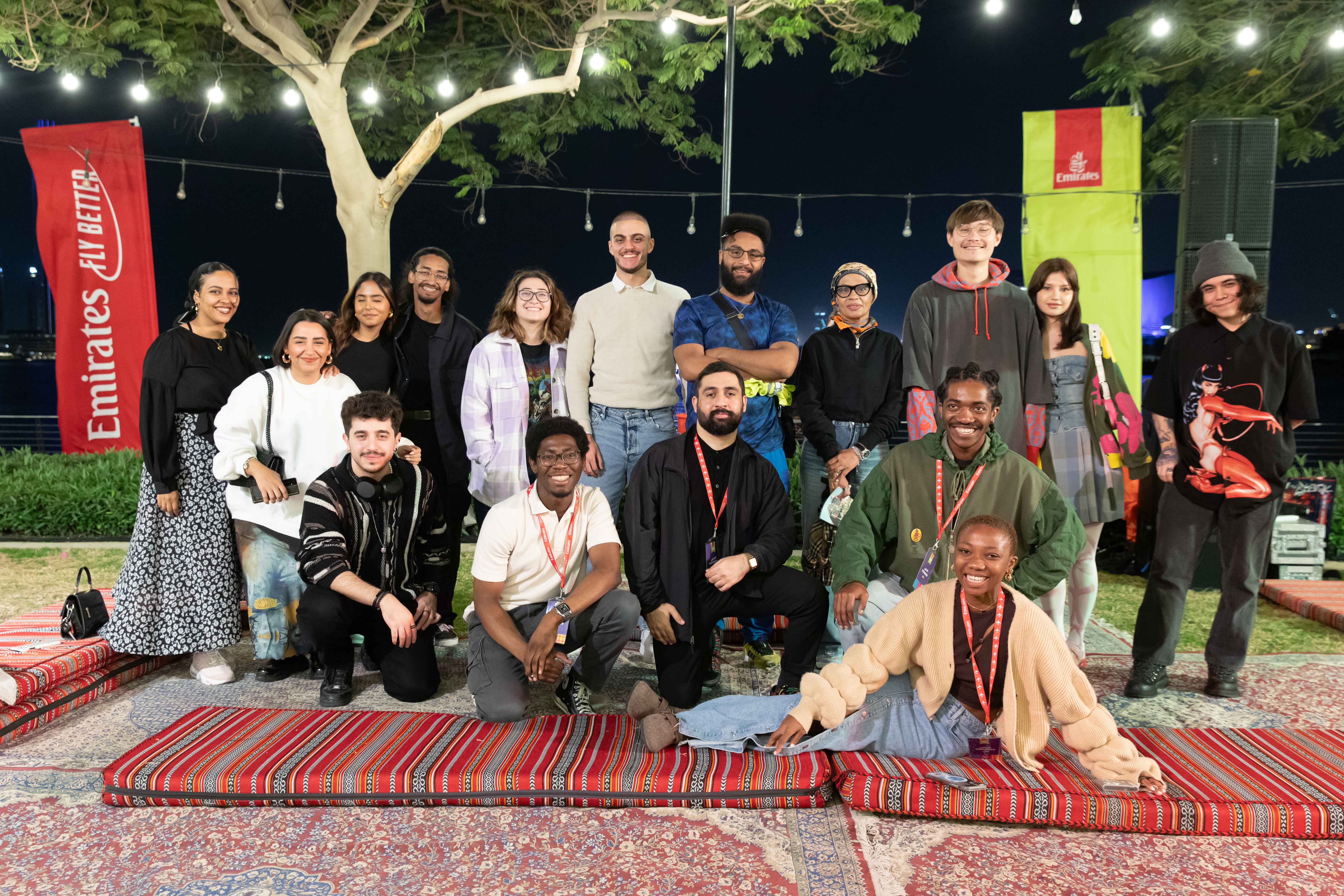

يستضيف المهرجان سنوياً نخبة من الأدباء والمفكرين والشخصيات المؤثرة، ويتميز البرنامج الذي يقدمه المهرجان بمزيج من العروض الحية، والجلسات الافتراضية التي تجمع بين الأدب والفنون والعلوم والشؤون المعاصرة، إضافة إلى العروض السينمائية وفنون الأداء وفنون الطهي، ويتم بث العديد من الجلسات على الهواء مباشرةَ لتمكين من لم يستطع الحضور أو لم يتمكن من الحجز المُسبق من متابعة فعاليات الحدث السنوي.
يضم المهرجان كذلك البرامج الترفيهية المحفزة للتفكير، والحوارات الأدبية التي يديرها مجموعة من المحاورين من الإعلاميين والإداريين والمهتمين بالأدب من المؤلفين والقراء، والحوارات التي تتعلق بموضوعات تخص المجتمع الإماراتي، إضافة إلى المناقشات التي تجمع بين الفائدة والمتعة، والفعاليات الشعرية، وورش العمل، منها التي تتعلق بتدريب المحاورين على كيفية إدارة الجلسات الحوارية.

## المسابقات

### مسابقة "EMIRATES LITFEST" للكتابة
تدعو هذه المسابقة المؤلفين والمقيمين في منطقة الخليج العربي والذين لم يسبق لهم نشر أعمالهم، لمشاركة مسودات أعمالهم الأدبية لفرصة الفوز بجلسة تدريبية مع وكيل أدبي عالمي، حيث تُقبل المشاركات باللغة الإنجليزية فقط، شريطة أن يكون المشاركين لم يسبق لهم نشر أي رواية من قبل، ويُمكن للأعمال المقدمة أن تتناول أي موضوع، ولكن يجب أن تكون أعمال روائية وتعكس حرفة الرواية بوضوح. أسهمت الجائزة منذ انطلاقها عام 2013، في تحقيق نجاح 10 كتّاب أصدروا مجتمعين 26 كتاباً على مستوى العالم بعد فوزهم بالجائزة.

### المسابقات الطلابية

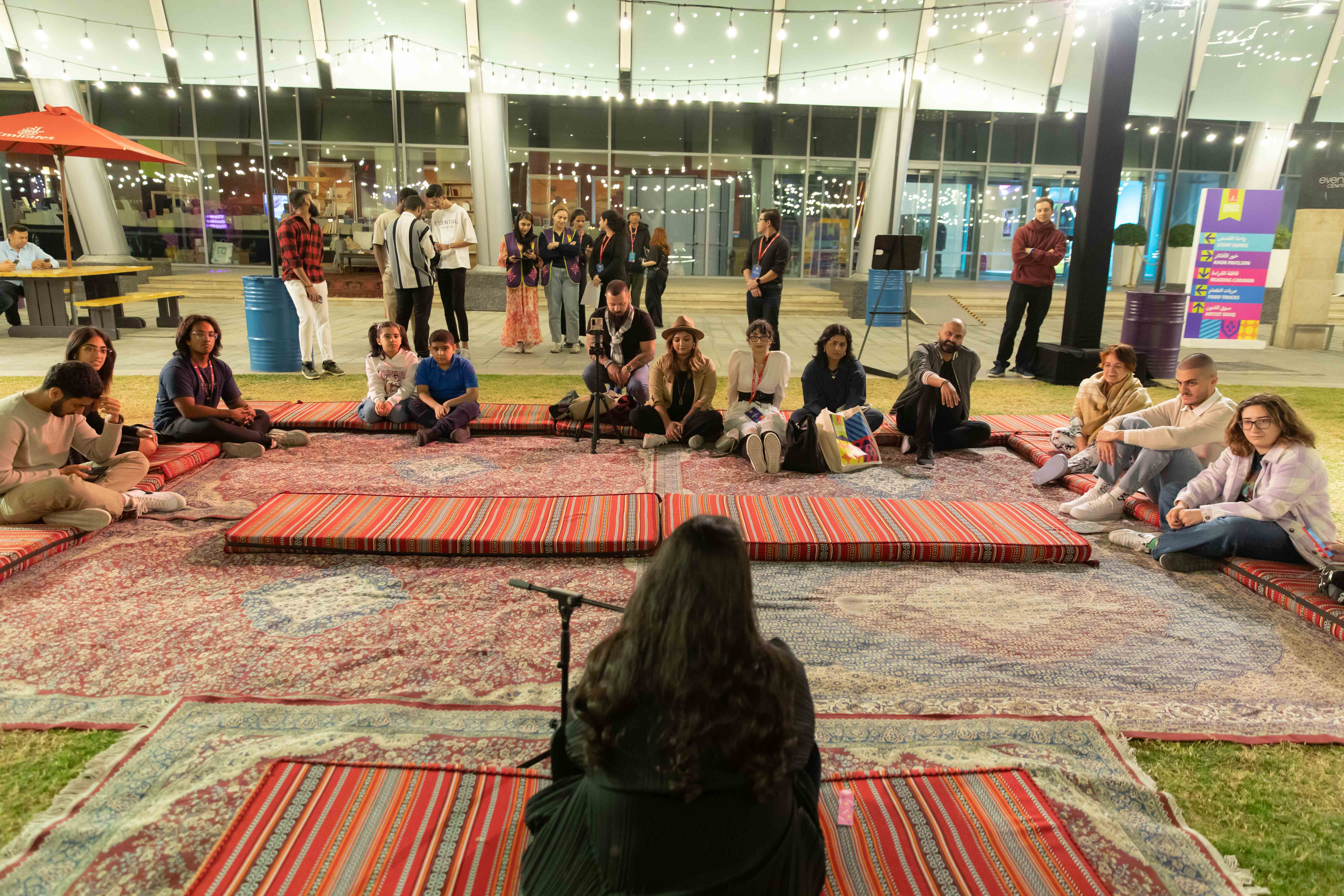

ينظم مهرجان طيران الإمارات للآداب مجموعة من المسابقات الطلابية، منها مسابقة كتابة القصة التي تعقد سنوياً لطلبة المدارس والجامعات، حيث تُستقبل فيها المشاركات باللغتين العربية والإنجليزية، وتشتمل المسابقة على فئتين عمريتين، فرق المرحلة الأساسية (حتى سن 11)، وفرق المرحلة الثانوية (من سن 12 ــ 16)، ويقوم مبدأ المسابقة على اطلاع المشاركين على كتب المؤلفين المشاركين في المهرجان ومن بعدها يتم اختبار الحكام فيها.
ومن المسابقات الأخرى مسابقة كأس للقراء، وهي مسابقة لجميع طلبة المدارس، يقرأ فيها 4 طلبة من الفريق الواحد كتباً مختارة من قِبل فريق المهرجان، إضافة إلى مسابقة بنك الإمارات دبي الوطني (الشعر للجميع)، وهي مسابقة سنوية لطلبة المدارس لحفظ الشعر وإلقائه، ومسابقة آر جي إس جيلفورد دبي للأطفال لكتابة الرسائل بجمال الكتابة بخط اليد والرسائل المصممة جيداً، والتي تُستقبل فيها المشاركات باللغتين العربية والإنجليزية.

## الدورات السابقة

### دورة 2021
أقيم مهرجان طيران الإمارات للآداب بدورته الثالثة عشر تحت شعار «لنغيّر الحكاية» في 29 يناير 2021، ولأول مرة غطى المهرجان عطلات نهاية الأسبوع على مدار أسابيع ثلاثة، في جميع أنحاء مدينة دبي بالمشاركة مع عدد من المؤسسات الفنية والثقافية، شملت مركز جميل للفنون خلال يومي 29 و30 يناير، ضم مجموعة من الجلسات والحوارات وورش العمل والنقاشات مع الخبراء والمعارض والعديد من الفعاليات الأدبية التي تربط الفنون والثقافة الشعبية بالأدب، وتبع ذلك فعاليات المهرجان الكبرى في انتركونتيننتال فستيفال سيتي، في الفترة من 4 إلى 6 فبراير، تمكن الجمهور المشارك خلالها من حضور أكثر من 80 جلسة وورشة عمل وفعاليات مختلفة ضمت مجموعة متنوعة من المؤلفين من حول العالم. واختتمت فعاليات برنامج نهاية الأسبوع الثالث في السركال أفنيو يومي 12 و13 فبراير، من خلال الاحتفاء بالسينما والعديد من أشكال الإبداع الأدبي والفني، إضافة إلى نماذج من الإبداع في فنون الطهي.
استضاف المهرجان بدورته لعام 2021 نخبة من الأدباء والمبدعين والمفكرين والشخصيات المؤثرة، أبرزهم الناشطة الباكستانية ملالا يوسفزاي الحائزة على جائزة نوبل للسلام، وعدد من كبار الكُتّاب مثل الكاتبة التركية أليف شافاك، والأديب والصحفي اللبناني أمين معلوف، والكاتب والمذيع البريطاني ليمن سيساي، وعدداً من الكتاب الإماراتيين من بينهم حمد الحمادي وحبيب الملا وأسماء صديق وأمل السهلاوي والعراقية شهد الراوي.

### دورة 2022

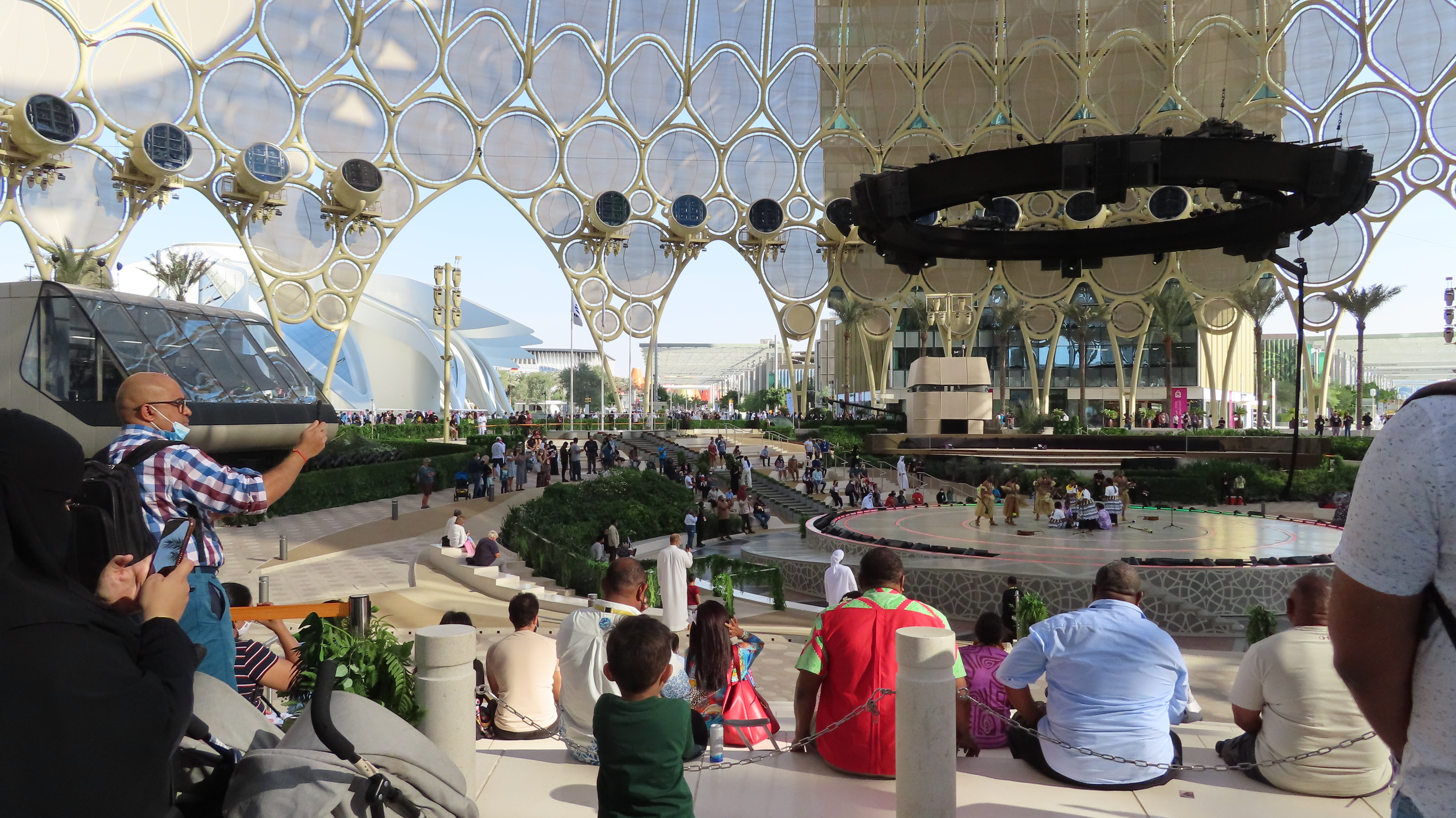
ساحة الوصل

قدم مهرجان طيران الإمارات للآداب عرضاً ثقافياً في ساحة الوصل بإكسبو 2020 دبي، للإعلان عن البرنامج الذي تم تقديمه في دورته الرابعة عشرة لعام 2022، واستضاف المهرجان عدداً من الكتاب والمؤلفين والمبدعين ومؤلفي الأعمال التلفزيونية، منهم المؤلفة والكاتبة الأميركية جوليا كوين مؤلفة سلسلة «ذا بريدجرتون»، والأوكراني سيرحي بالوخي مؤلف مسلسل «تشيرنوبيل 1986»، وسارة جاي فوردن مؤلفة كتاب «بيت غوتشي»، وغيرهم من الكتّاب أهمهم غاري فاينرتشوك، ونادية حسين، وديفيد ويليامز، وإيمان مرسال، وإندرا نويي، ومارك بيلينغهام، وشهد الراوي، وبن ميلر، وأحمد الغندور الملقب بالدحيح، إضافة لخبراء في مجالات العلوم والتاريخ والفن وفي فنون الأطعمة والطبخ.
أقيم المهرجان تحت شعار «ها هي تشرق الشمس» وذلك في فنادق الحبتور سيتي، وتميزت هذه الدورة من المهرجان بإطلاق دار النشر الجديدة "Elf Publishing LLC"، والتي كانت مؤسسة الإمارات للآداب قد كشفت عن تأسيسها بالشراكة مع «دبي للثقافة»، وتضمن المهرجان العديد من الجلسات والحوارات التفاعلية، إضافة إلى فعاليات اليوم الإماراتي «إضاءات على المواهب الإماراتية» والتي أقيمت بدعم من «دبي للثقافة»، قدّم خلالها مجموعة من الكتّاب الإماراتيين جلسات وورش عمل، مع قراءات للقصص والشعر وحلقات النقاش حول مواضيع متنوعة، من الكتابة للسينما، ودور المرأة في التعليم، إلى فنون المقتنيات، وأقيم كذلك برنامجاً تفاعلياً للأطفال وورش عمل تناسب جميع الأعمار وتغطي مواضيع الشعر والمسابقات المتعلقة في هذا المجال والكتابة الإبداعية وسرد القصص والرسم والتصوير.

## الجوائز
- جوائز الشرق الأوسط للفعاليات لعام 2013[17]
- جوائز الشرق الأوسط للفعاليات لعام 2014[17]
- جوائز الشرق الأوسط للفعاليات لعام 2015[17]
- جائزة وتس أون لأفضل مهرجان لعام 2016[18]
- جوائز الشرق الأوسط للفعاليات لعام 2018[19]

## روابط إضافية
- الموقع الرسمي لمهرجان طيران الإمارات للآداب